# Cimahe
Cimahe is een bestuurslaag in het regentschap Deli Serdang van de provincie Noord-Sumatra, Indonesië. Cimahe telt 721 inwoners (volkstelling 2010).